# Èxode
|  | Per a altres significats, vegeu «Èxode (desambiguació)». |

|  | No s'ha de confondre amb Emigració. |

L'Èxode, o Segon de Moisès és el segon llibre de la Torà i, per tant, de la Bíblia. Segons la tradició jueva va ser escrit per Moisès després de sortir de l'Egipte (entre els anys 1200 i 1550 aC). La hipòtesi documental, per contra, sosté que és el resultat de la fusió de diversos textos antics. Apunta que la clau per datar correctament el text final passa per identificar el faraó descrit, sobre el qual no hi ha unanimitat.
El terme èxode vol dir sortida, ja que el relat principal tracta de l'alliberament del jueus i del començament de les seves vivències els 40 anys que van passar al desert de Sinaí. En hebreu, el nom del llibre és ve-eleh shemoth, o simplement shemoth שמות, que són les primeres paraules del llibre: "Aquests són els noms..."

## Temes
El llibre explica l'experiència del poble hebreu en la seva sortida d'Egipte cap a la Terra Promesa de Canaan. Els temes principals del llibre són:
- L'increment i creixement de poble d'Israel a Egipte, i l'opressió que van rebre com a esclaus.
- Les preparacions de llur sortida i les deu plagues d'Egipte, finalitzant amb la pasqua, que es convertiria una de les celebracions més importants, i que per als cristians és una representació del futur sacrifici de Jesucrist, L'Anyell de Déu.
- El recorregut d'Egipte cap al Mont Sinaí.
- L'establiment del Decàleg, de la llei i de les institucions que organitzarien al poble en una teocràcia, "un regne de sacerdots i una nació santa".

| Capítol               | Temes                |  |
| 1-2                   | Esclavitud           |  |
| 14                    | Persecució           |  |
| 8-9-10-11             | “Els judicis de Déu” |  |
| 4-                    | Fe                   |  |
| 6-16-17-23(v20)-33-34 | “Promeses de Déu”    |  |
| 12-20 a 25-35         | “Manaments de Déu”   |  |
| 34(v27).              | “Comunió amb Déu”    |  |
| 3(v5) i 36(v8)        | Lloc Sant            |  |

## Missatge

### Judaisme
La sortida d'Egipte i la revelació del mont Sinaí són dos fets fundacionals en la història del poble d'Israel. Significativament, tots dos són narrats al llibre bíblic de l'Èxode. Segons el judaisme, el miracle de l'alliberament del poble hebreu demostra i confirma el poble d'Israel com el poble escollit per Déu i aquest alliberament és alhora determinant en l'establiment de la litúrgia javista.

### Cristianisme
Per als cristians, la celebració de la primera Pasqua prepara el camí per a la resurrecció cristiana. La formació del Poble de Déu és l'antecedent de l'Església com assemblea i reunió de fidels a través de la litúrgia.
El Nou Testament reinterpreta molts dels esdeveniments de l'Èxode: Pau de Tars insisteix en això de manera especial (1a Corintis, 10:2-4) i després compara el passatge de la mar Roja amb el baptisme i l'Eucaristia (1a Corintis, 79:8). A l'Evangeli segons Joan s'hi compara el Messies Jesucrist amb Moisès, i Crist oposa el mannà al "pa de la vida". En més d'una ocasió s'ha fet notar el paral·lelisme de l'estructura de l'Èxode amb aquest evangeli, sobretot en els primers capítols.
Per acabar, a la Carta als Hebreus es concep la mort com l'èxode de la vida envers la Terra Promesa al cel, el sacerdoci cristià com l'hebreu, el sacrifici de Crist com el del Sinaí i l'antiga aliança com la nova, és sagramentada amb la sang de Jesús.

## Natura i propòsit del llibre
El propòsit principal de l'Èxode és mantenir viu en la memòria del poble hebreu la narració fundacional d'aquest poble com a nació: a partir de la sortida d'Egipte, un cop lliure i dirigint-se envers la Terra Promesa, el poble israelita adquirí per primer cop consciència de la seva unitat ètnica, filosòfica, religiosa i nacional, atès que el llibre de l'Èxode es refereix a l'esclavatge dels hebreus a Egipte i l'epopeia que conduí a alliberar-los de tal condició, fent-los lliures, amb identitat nacional pròpia i alhora fornits d'una Llei. D'aquí la importància d'allò que Moisès digué al poble israelita:
| « | «—Recordeu-vos d'aquest dia que sortiu d'Egipte, la terra on éreu esclaus; el Senyor us en fa sortir amb mà forta. Aquest dia no heu de menjar pa fermentat. En sortiu avui, el mes d'abib. »Després el Senyor et farà entrar al país dels cananeus, els hitites, els amorreus, els hivites i els jebuseus, el país que va prometre als teus pares, un país que regalima llet i mel. Allà, aquest mateix mes, practicaràs aquest ritu: Durant set dies menja pa sense llevat, i el dia setè celebra una festa en honor del Senyor. Menja pa sense llevat durant aquests set dies. En tot el teu territori no hi ha d'haver gens de llevat ni gens de pa fermentat. Aquell dia donaràs al teu fill aquesta explicació: “Això recorda el que el Senyor va fer per mi * quan vaig sortir d'Egipte.” Et serà com un distintiu a la mà, com un record entre els ulls, perquè tinguis als llavis la llei del Senyor, que amb mà forta et va fer sortir d'Egipte. Observa cada any aquesta institució el dia fixat.» Èxode 13:3-10. | » |

A partir d'aquest passatge bíblic que el poble d'Israel ha considerat —i encara considera— la seva obligació narrar l'Èxode al llarg de cada celebració pasqual. Això té lloc cada Séder de Péssah, quan el poble d'Israel llegeix i rememora els continguts que es troben a l'Hagadà pasqual.
El Llibre de l'Èxode estableix també les bases de la litúrgia i del culte del poble d'Israel; el llibre en qüestió està alhora dominat en tota la seva extensió per la figura del patriarca Moisès, qui feu de líder, conductor i legislador del poble.
El Llibre de l'Èxode no és exclusivament narratiu, sinó que conté també lleis, himnes i oracions.

## Simbologia
| Capítol  | Símbol            |  |
| 1(v14).  | fang              |  |
| 14       | Blau              |  |
| 9(v32).  | Blat              |  |
| 30(v17)- | Bronze            |  |
| 12(v7).  | Sang              |  |
| 16(v13). | Mannà             |  |
| 34(v27). | Or                |  |
| 25(v10). | Arca de l'Aliança |  |
| 26(v32). | Fusta d'acàcia    |  |
| 36(v8).  | Tabernacle        |  |
| 34(v1).  | Taules de pedra   |  |

## Autoria
Tradicionalment, tant jueus com cristians atribueixen el Llibre de l'Èxode, així com tots els altres llibres del Pentateuc, a Moisès.
Hipòtesi documentària. Segons l'així denominada hipòtesi documentària, els autors principals d'aquesta obra haurien estat els grups de la tradició javista, elohista, sacerdotal i deuteronòmica. La hipòtesi documentària estima que la poètica Cançó del mar i el Codi del pacte (escrit en prosa) són obres originàriament independents d'autors però d'alguna manera associades als grups ja indicats. En aquesta hipòtesi, els eloistes són identificats com a únics responsables de l'episodi de l'anyell d'or, i la tradició sacerdotal és autora de les instruccions per crear el tabernacle, les vestimentes i objectes rituals, així com de la descripció de llur creació. Tres autors o equips d'escriptors tradicionals són alhora també autors de cadascuna de les parts del codi de la llei: la tradició elohista, del Pacte; la sacerdotal, del decàleg ètic; i la javista, del decàleg de rituals. La hipòtesi documentària sosté que les altres parts del llibre emergiren a partir de versions entremesclades de la tradició javista, elohista i sacerdotal. La reconstrucció de les històries en aquestes fonts, aplicant aquesta hipòtesi, tendeix a identificar diferències i variacions entre segments narratius diversos.

## Ruta segons la narració bíblica
En la narració bíblica s'exposa que, després de travessar la mar Roja, els hebreus s'endinsaren al desert de Xur o Etam, i tres dies després arribaren a Mara. En aquest lloc, la unitat del poble hebreu començà a ressentir-se i n'hi hagué que començaren a remugar, tot i els fets que havien vist de Déu, s'oposaren a Moisès (Èxode, 15:24).
Des de Mira es traslladaren a Elim, un oasi de dotze fonts d'aigua, des d'aquest lloc anaren cap al desert de Sin en direcció al mont Sinaí, vorejant la mar Roja; ja havien transcorregut dos mesos des de la partida d'Egipte. Aquí es verifica l'esdeveniment del mannà proporcionat per Déu.
Ja al desert de Sin, la congregació es traslladà des de locacions com Dofca i Alús. A Refidim —prop del mont Horeb, al desert de Paran, un lloc sense aigua— combateren per primer cop com a poble contra els amalequites, i els venceren (Èxode, 17:13). En aquest lloc, Mosiès colpejà una roca amb el seu bastó i feu que hi brostés una deu potable.
Des de Refidim, el poble hebreu entrà al desert del Sinaí i acamparen prop del mont Sinaí o del mont Horeb als 90 dies d'haver sortit d'Egipte. En aquest lloc, Moisès pogué veure Déu, qui li donà els Deu Manaments. A més a més, constituí el sacerdoci d'Aaron (o sacerdoci levític), les primeres lleis civils i religioses en el poble jueu, adicionalment es construí el primer Tabernacle, l'Arca de l'Aliança. (Èxode, 25:10). En aquest lloc romangueren dos anys i dos mesos. En sortir del Sinaí, el poble d'Israel estava regit en tot aspecte legal, civil, moral i religiós (Èxode, 10:11).
Des del Sinaí partiren al desert de Paran i habitaren a Kibrot-hataava (Èxode, 11:35) per després traslladar-se a Hazerot, en ple desert. Des d'aquest lloc, Moisès assignà dotze espies perquè reconeguessin la terra de Canaan (Èxode, 13) des del mont Nègueb (al desert homònim). Mentrestant, al congregació avançà a Ritma i d'allà a Rimon-Peres.
La terra de Canaan reconeguda estava habitada per jebusites, anacites, amalequites, amorreus i cananeus.
La informació aconseguida en quaranta dies fou mal rebuda per la congregació, atès que deu dels dotze espies incitaren a murmuracions en contra dels seus líders, la qual cosa provocà una funesta rebel·lió en el si del poble en contra de Déu a causa que pensaven que Déu els estava portant a la mort davant de gent aparentment més poderosa que els propis israelites (Nombres 14) i molts pugnaren per tornar a Egipte.
Déu maleí els deu espies, qui moriren de plaga (Nombres, 14:36) i a més condemnà el poble d'Israel a perdre's durant quaranta anys al desert del Nègueb. Només Caleb i Josuè foren autoritzats a sortir del desert i endinsar-se a Canaan (Nombres 14:30). Israel intenta rebel·lar-se davant la condemna al desert, però són derrotats pels amorreus encapçalats pel rei d'Edom i els obliguen a romandre entre Cades, el desert de Moab i el Nègueb i allà hi romanen gairebé 40 anys. Aaron mor al mont Hor (Nombres, 20:22-29).
Quan s'acompliren els 40 anys, i hagué mort tota la generació adulta, la generació precedent pogué per fi entrar a Canaan tenint com a líder Josuè (Deuteronomi, 2:14-24). Déu no autoritzà Moisès a entrar a Canaan i només li permeté observar la terra de l'herència des del mont Pisga o Neb (Deuteronomi, 3:27 i Deuteronomi 32:48-52) per morir en aquell lloc i ser enterrat a Moab.